# Gráfelli
Der Gráfelli [ˈkɹɔaːˌfɛtlɪ] ist mit 856 Metern der zweithöchste Berg auf den Färöern. Der Berg liegt ganz im Norden der zweitgrößten Insel Eysturoy, nahe den Orten Funningur und Gjógv.

## Geographie
Direkt gegenüber dem Grafelli befindet sich im Südwesten der Slættaratindur, der höchste Berg der Färöer. Die immerhin noch 640 Meter hohe Einsenkung zwischen diesen beiden Gipfeln wird Bláaberg genannt.
Westlich vom Gráfelli liegt ein kleiner markanter Gipfel mit Namen Krákan und in nördlicher Richtung schließt sich der mit 762 Metern etwas kleinere Sandfelli an.
Der Gráfelli ist einer von den zehn Bergen auf den Färöern, die über 800 Meter aus dem Meer ragen.

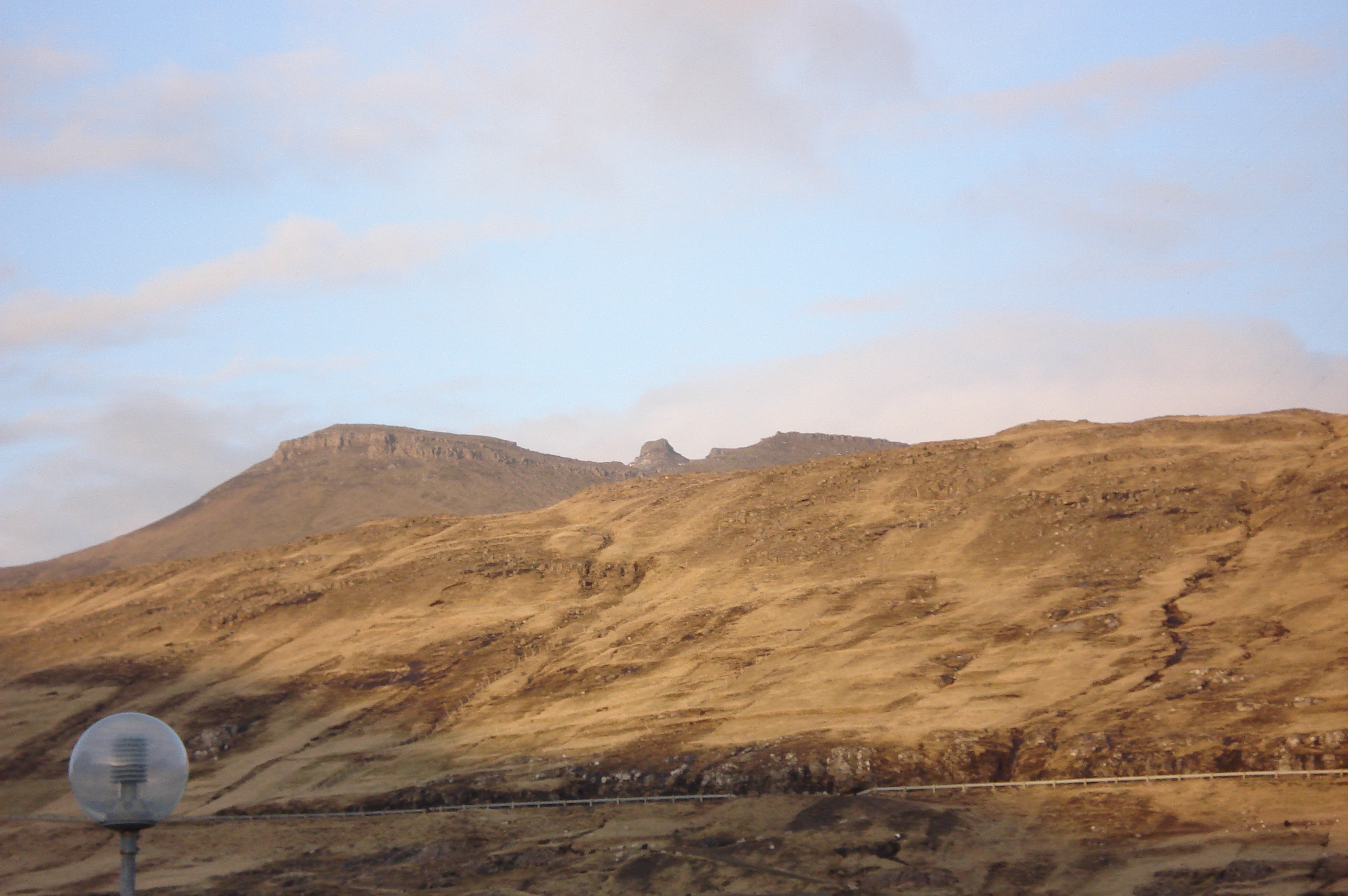
Der Gráfelli von Eiði aus gesehen. Links im Bild der Gipfel des Manssetur (615 m), in der Mitte der Krákan (821 m) und rechts davon der 856 Meter hohe Gráfelli.